# Campionati italiani assoluti di scherma del 1909
I Campionati italiani assoluti di scherma del 1909 sono stati organizzati dalla Federazione Italiana Scherma.
Nel fioretto, si è aggiudicato il titolo dei campionati italiani Alessandro Pirzio Biroli. Il titolo della spada è andato a Ceccherini.
Nella sciabola, A. Rota ha vinto il titolo nazionale maschile.
Per tutti e tre si è trattata della prima affermazione.

## Podi

### Uomini
| Specialità  | Oro                      | Argento | Bronzo |
| Individuali |                          |         |        |
| Fioretto    | Alessandro Pirzio Biroli | -       | -      |
| Spada       | Ceccherini               | -       | -      |
| Sciabola    | A. Rota                  | -       | -      |